# 1990.
1990. je deseto desetletje v 20. stoletju med letoma 1990 in 1999.